# Bronté
Ne doit pas être confondu avec Bronte (homonymie), Brontès ou Brontë.
La bronté, qu'on peut entendre dans Piccolo et Saxo à Music City, est un instrument de musique inventé par Vincent Gemignani.

## Description
Attiré précocement par la sculpture, Vincent Gemignani s'oriente pourtant vers les percussions. Il réalisera une forme de synthèse entre percussions et sculpture en inventant la bronté. Littéralement Tonnerre en grec (βροντή), la bronté est un instrument de musique métallique étrange et étonnant : composée de claviers métalliques en arcs et d'une caisse de résonance surélevée en cône, on en joue avec des mailloches de percussion.
Pouvant aller des basses les plus profondes et mystérieuses aux sonorités les plus aiguës et stridentes, aucun autre instrument ne peut rivaliser avec une telle étendue d'harmoniques.
Mise en œuvre, la bronté fait jaillir de son corps métallique des effets d'une telle puissance, des sons si étrangers à nos habitudes sonores, qu'elle suscite l'angoisse chez certains auditeurs, chez d'autres la fascination, mais ne laisse personne indifférent.

## Quelques œuvres pour bronté
Peu connue du grand public, la bronté n'est utilisée que très rarement pour des compositions contemporaines (Charles Chaynes, Marius Constant, Yves Prin, Jacques Castérède) ou des musiques de films (Vladimir Cosma, Michel Legrand, Claude Bolling). Ainsi, en 1964, le compositeur contemporain Jacques Castérède a écrit Ténèbres, une œuvre de huit minutes pour un récitant, un piano, trois percussions dont une bronté, ou encore Interférences, une autre œuvre faisant intervenir la bronté. L'Éloge de la folie et Nana de Marius Constant, Hymnus 68, un oratorio pour soprano, basse, bronté, chœur mixte, chœur d'enfants et orchestre d'Yves Prin ou encore Concordances et Erzebeth de Charles Chaynes font intervenir une bronté.